# Liste der Kulturdenkmäler in Wasenbach
In der Liste der Kulturdenkmäler in Wasenbach sind alle Kulturdenkmäler der rheinland-pfälzischen Ortsgemeinde Wasenbach aufgeführt. Grundlage ist die Denkmalliste des Landes Rheinland-Pfalz (Stand: 8. Dezember 2023).

## Denkmalzonen
| Bezeichnung                    | Lage                      | Baujahr         | Beschreibung                                                                                   | Bild                           |
| ------------------------------ | ------------------------- | --------------- | ---------------------------------------------------------------------------------------------- | ------------------------------ |
| Denkmalzone Jüdischer Friedhof | südöstlich des Ortes Lage | 19. Jahrhundert | vermutlich im 19. Jahrhundert angelegt, bis 1934 belegt; Wiesengelände mit etwa 10 Grabsteinen | weitere Bilder Fotos hochladen |

## Einzeldenkmäler
| Bezeichnung                     | Lage                                           | Baujahr                  | Beschreibung                                                                                     | Bild                           |
| ------------------------------- | ---------------------------------------------- | ------------------------ | ------------------------------------------------------------------------------------------------ | ------------------------------ |
| Evangelische Pfarrkirche        | Auf dem Küppel Lage                            | 1909                     | Bruchsteinbau, bezeichnet 1909                                                                   | weitere Bilder Fotos hochladen |
| Wohnhaus                        | Hauptstraße 6 Lage                             | 18. Jahrhundert          | Fachwerkhaus, teilweise massiv und verkleidet, 18. Jahrhundert                                   | Fotos hochladen                |
| Wohnhaus                        | Hauptstraße 24 Lage                            | 17. oder 18. Jahrhundert | Fachwerkhaus, teilweise massiv, verputzt und verschiefert, wohl aus dem 17. oder 18. Jahrhundert | Fotos hochladen                |
| Wohnhaus                        | Hauptstraße 27 Lage                            | 18. Jahrhundert          | Fachwerkhaus, teilweise massiv und verschiefert, 18. Jahrhundert                                 | Fotos hochladen                |
| Wohnhaus                        | Schönborner Straße 6 Lage                      | 17. oder 18. Jahrhundert | verputztes Fachwerkhaus, wohl aus dem 17. oder 18. Jahrhundert                                   | Fotos hochladen                |
| Wasserhochbehälter              | Schönborner Straße, gegenüber Nr. 18 Lage      | 1908                     | aufwendige architektonischer Front, bezeichnet 1908                                              | weitere Bilder Fotos hochladen |
| Evangelische Kirche Habenscheid | nordöstlich des Ortes bei Hof Habenscheid Lage | vor 1198                 | romanischer Turm, spätgotischer Chor, Schiff 1818–22, im Kern eventuell romanisch                | weitere Bilder Fotos hochladen |